# Colle di Val d'Elsa
Colle di Val d'Elsa é uma comuna italiana da região da Toscana, província de Siena, com cerca de 19.473 habitantes. Estende-se por uma área de 92 km², tendo uma densidade populacional de 212 hab/km². Faz fronteira com Casole d'Elsa, Monteriggioni, Poggibonsi, San Gimignano, Volterra (PI).

## Demografia
| Variação demográfica do município entre 1861 e 2011                               |
|                                                                                   |
| Fonte: Istituto Nazionale di Statistica (ISTAT) - Elaboração gráfica da Wikipedia |